# Армянское духовное пастырство Калькутты
Калькуттская епархия Эчмиадзинского патриархата Армянской Апостольской церкви (арм. Հայ Առաքելական եկեղեցու Էջմիածնի պատրիարքության Կալկաթայի թեմ) — упразднённая епископская епархия Армянской Апостольской церкви бывшая в составе Эчмиадзинского патриархата с центром в городе Калькутта.

## История
В юрисдикцию Калькуттской епархии входили Индия и Индо-Китай. По данным на 1911 год количество верующих данной епархии Армянской Апостольской церкви — 6.000, общин — 20.
Епархия имела 10 церквей.